# 日本近距離航空機中標津空港事故
日本近距離航空機中標津空港事故（にほんきんきょりこうくうきなかしべつくうこうじこ）とは1983年（昭和58年）3月11日に発生した日本の国産旅客機 YS-11による墜落事故（航空事故）である。

## 事故の概要
1983年（昭和58年）3月11日16時17分、札幌丘珠空港発の日本近距離航空（全日本空輸の子会社）497便YS-11（機体記号JA8693、1968年製造）は中標津空港への着陸に失敗し、空港滑走路手前の北側約200メートルの原野に墜落。乗客・乗員52人のうち、機長と乗客3人の計4名が重傷、48名が軽傷を負った。
事故当時の気象は小雪で視界約4キロメートル、南風で風速10メートル、雲の高さ約120メートル、気温は摂氏1度と低く墜落現場には30から50センチの雪が積もっていた。
同機は16時12分ごろ1回目の着陸態勢に入ったがアプローチに失敗し、いったん上昇して右旋回のあと16時16分ごろ二回目の着陸態勢に入った所で滑走路手前200メートルの雑木林に突っ込み、高さ3メートルの立木の先端を約100メートルにわたりなぎ倒して、墜落と同時に180度回転し機首を北に向け機体は中央部の主翼付近で真っ二つに折れ「く」の字形になって止まった。
幸い炎上しなかった為、乗客・乗員は折れた機体の間から脱出した。

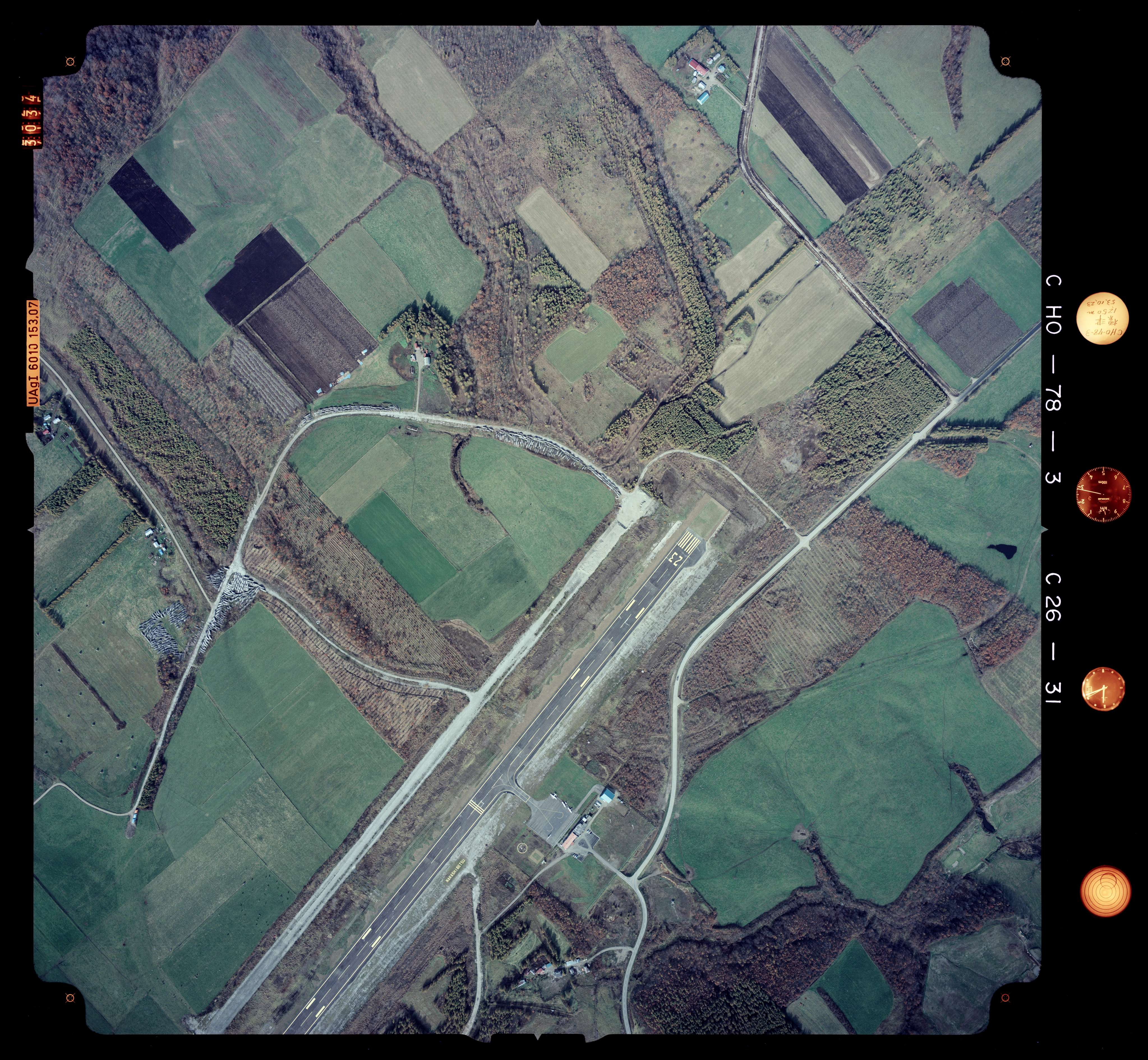
1978年の中標津空港滑走路北端

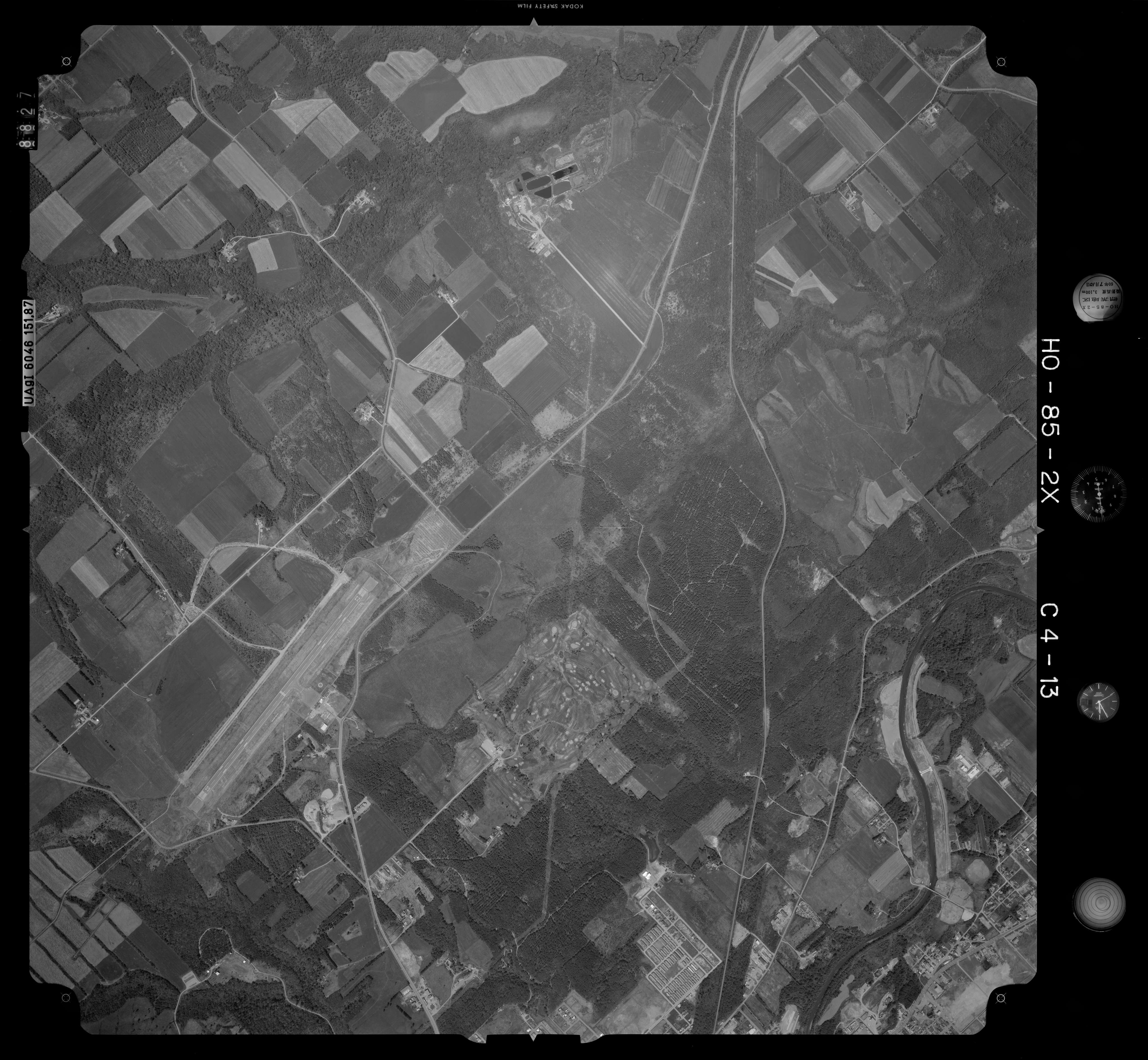
事故後（1985年）の航空写真

## 事故原因
1984年（昭和59年）10月18日、運輸省航空事故調査委員会は事故原因が機長の操縦ミスによるとする最終報告をまとめ公表した。
報告書では事故機のプロペラ、エンジンに故障が無かったことを指摘し、
1. 悪天候のもと事故機が規定高度で進入しようとした
2. 着陸の為の周回経路が不適切だった
3. 着陸の前にエンジン出力を上げるタイミングも遅れた

以上の3点を事故原因とした。
機長・副操縦士は業務上過失傷害他の容疑で釧路地方検察庁に書類送検されたが、不起訴となった。